# Gun Talk
Albums de Just-Ice
Masterpiece
(1990) Kill the Rhythm (Like a Homicide)
(1995)
Gun Talk est le cinquième album studio de Just-Ice, sorti le 23 mars 1993.
L'album s'est classé 67e au Top R&B/Hip-Hop Albums.

## Liste des titres
| No  | Titre                                                   | Contient un (des) sample(s) de | Durée |
| --- | ------------------------------------------------------- | ------------------------------ | ----- |
| 1.  | Gangster Style Rap (Produit par Kurtis Mantronik)       |                                | 3:12  |
| 2.  | Girls N Guns (Produit par Kurtis Mantronik)             | Tramp de Lowell Fulson         | 4:33  |
| 3.  | It's a Just-Ice Thing (Produit par Kurtis Mantronik)    |                                | 3:31  |
| 4.  | Freestyle (Produit par Kurtis Mantronik)                |                                | 5:47  |
| 5.  | Give Mi Pas (Produit par Kurtis Mantronik)              |                                | 3:52  |
| 6.  | Bring 'Em Back Alive (Produit par Kurtis Mantronik)     | Girls N' Guns de Just-Ice      | 4:11  |
| 7.  | That The Way I Feel (Produit par O.C. Rodriguez)        |                                | 4:58  |
| 8.  | Stay the Hell Away From Me (Produit par O.C. Rodriguez) |                                | 3:58  |
| 9.  | Informer Fi Dead (Produit par O.C. Rodriguez)           | Black Roses de Barrington Levy | 5:31  |
| 10. | On the Loose (Produit par O.C. Rodriguez)               |                                | 5:10  |